# Buġibba
Buġibba (pronunția engleză: /buːˈdʒɪbə/) este un oraș aflat în Regiunea de Nord a Maltei. Este situat pe țărmul Golfului St. Paul, în vecinătatea orașului Qawra, și este o stațiune turistică populară, care conține numeroase hoteluri, restaurante, baruri, cluburi și un cazinou.

## Istoric

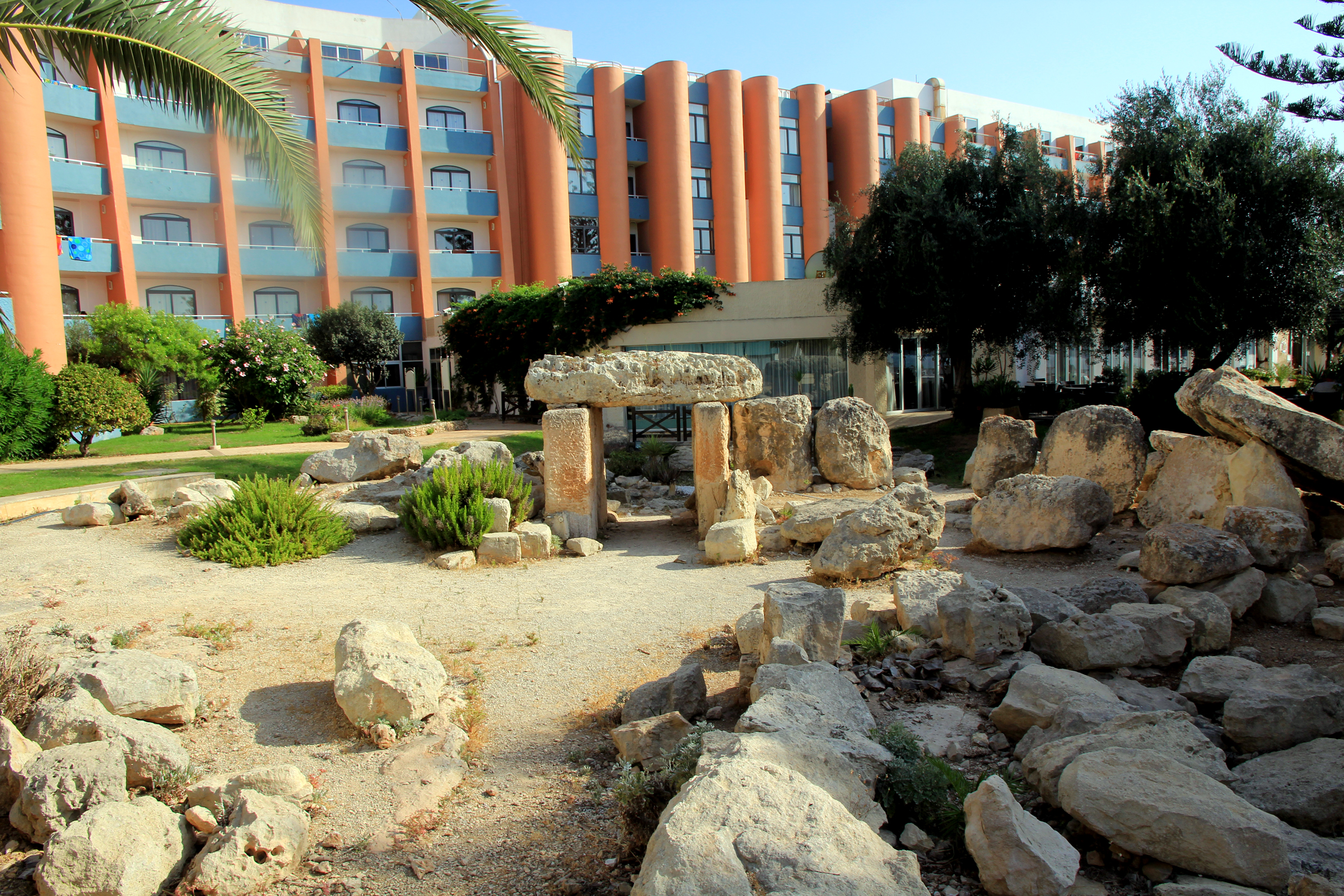
Ruinele templului în apropierea hotelului

În faza Tarxien (3150-2500 î.Hr.) a preistoriei malteze a fost construit un mic templu pe locul actualului oraș Buġibba. Templul a fost descoperit în anii 1920 de arheologul maltez Themistocles Zammit și dezgropat în 1928 de Zammit și L. J. Upton Way, iar acum este situat pe terenul Hotelului Dolmen. Aceste ruine au fost incluse în Lista antichităților malteze din 1925, ca „ruinele megalitice aflate de-a lungul drumului către Qawra”. Alte cercetări arheologice au fost efectuate la începutul anilor 1950, când au fost descoperite obiecte din ceramică datând din aceeași perioadă.
În jurul anului 1715 Ordinul Cavalerilor Sfântului Ioan (Ordinul Cavalerilor Ospitalieri) a construit Bateria Buġibba ca parte a unei serii de fortificații care apăra linia de coastă a Maltei. Astăzi, au mai fost păstrate doar rămășițele fundației și ale șanțului.
În anii 1960 Buġibba a început să se dezvolte rapid, fiind construite în anii 1970-1980 mai multe hoteluri și alte spații cu scop turistic,  iar acum este o stațiune turistică populară. Ea este deosebit de populară în rândul studenților care merg în Malta pentru a învăța limba engleza. Punctul central al orașului este piața principală Bay Square, o zonă pietonală care se află de-a lungul promenadei. Zona este plină de cluburi de noapte, baruri și restaurante.
Bugibba este o reședință de vară a fostului președinte George Abela și al fostului președinte și prim-ministru dr. Edward Fenech Adami.